# 880

## Esdeveniments
- El comtat de Barcelona assoleix la independència
- Fundació del Monestir de Montserrat

## Naixements
- Emma de Barcelona, abadessa del monestir de Sant Joan de les Abadesses

## Necrològiques
- Bernat de Gòtia, comte de Barcelona i Girona, i marquès de Gòtia i Septimània.